# Toho-Towa

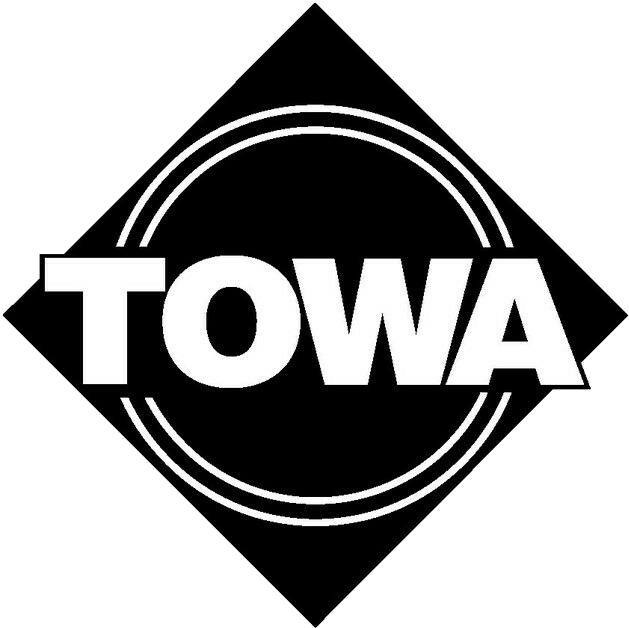
Logo.

Toho-Towa est une société de production et de distribution cinématographique japonaise, filiale de la Tōhō. 

## Productions
- 1980 : Zou monogatari
- 1988 : Kenny
- 1988 : Kujaku-Ō
- 1997 : Relic
- 1998 : Pluie d'enfer
- 1998 : Primary Colors
- 1999 : Virus
- 1999 : Man on the Moon
- 2000 : Wonder Boys
- 2001 : Lara Croft: Tomb Raider
- 2002 : Rollerball
- 2003 : Lara Croft : Tomb Raider, le berceau de la vie
- 2004 : L'Armée des morts
- 2006 : Les Fils de l'homme

## Films distribués
- 1985 : Les Ripoux de Claude Zidi